# Peugeot Saveurs
Peugeot Saveurs SNC (Peugeot Aromen Société en nom collectif, ex-PSP Peugeot für Poivrières Salières Production zu deutsch Pfefferstreuer Salzstreuer Produktion) ist ein Produzent von Tischkultur (Pfeffer-, Salz-, Gewürz- und Kaffeemühlen, Weinverkostungszubehör, Besteck, kulinarische Keramik).
Die Familie Peugeot ist Mehrheitsaktionär der PSP-Gruppe.

## Geschichte
Das Jahr 1810 markiert den Beginn des industriellen Werdegangs der Familie Peugeot. Die beiden älteren Brüder Jean-Pierre und Jean-Frédéric Peugeot wandeln die von ihren Müllervorfahren geerbte Mühle in Sous-Cratet (Département Doubs) in eine Stahlgießerei um. Sie produzierten Feinstahlbänder und Federn. Die ersten Peugeot-Sägen die sie produzierten, wurden 1812 mit der Goldmedaille erster Klasse für Qualität und Preis ausgezeichnet, eine Auszeichnung der Société d’encouragement pour l’industrie nationale. 1818 wurde eine erste Patentanmeldung eingereicht, die die Ära der Werkzeugherstellung, insbesondere der Sägen, einläutete: Das Patent umfasste das Kalt- und Warmwalzverfahren, das Glühen, Richten und Abflachen von Sägeblättern.
Die erste Kaffeemühle, das Modell R, hergestellt aus Holz und Blech in 10 verschiedenen Größen, entstand 1840. Bis 1870 wurde sie als „Gewöhnliches Modell“ bezeichnet. Ab 1850 erschien das Löwensymbol auf den Sägeblättern. Es sollte die Qualitäten der Peugeot-Werkzeuge symbolisieren: Widerstandsfähigkeit der Zähne, Flexibilität der Klingen, Schnittgeschwindigkeit. Die ersten gusseisernen Mühlen kamen 1855 auf den Markt. Sie wurden auch Zählermühlen oder Lebensmittelmühlen genannt, die zum Mahlen großer Mengen verschiedener Samen verwendet wurden: Kaffee, Zucker, Hafer.
Das Modell Z, das 1874 auf den Markt kam und noch immer produziert wird, ist die allererste Peugeot-Tischpfeffermühle. Zunächst aus schlichtem weißem Porzellan, später aus versilbertem Metall, Bakelit oder Holz, wurde sie teilweise mit einer Handkurbel ausgestattet. Im Jahr 1889 produzierte die Fabrik von Beaulieu 50.000 Rasenmäher, 530.000 Sägen, 600 Tonnen laminierten Stahl, 540.000 Uhrenfedern, 600.000 Hobelmesser, 24 Tonnen Federn und Teile für Korsetts und 450.000 Kaffeemühlen. Das erste Peugeot-Automobil mit Verbrennungsantrieb kam erst 1890 auf den Markt. Nach einem Versuch im Jahr 1889 mit einem Fahrzeug, das von einer Dampfmaschine angetrieben wurde, produzierte Armand Peugeot mit dem Peugeot Typ 2 sein erstes, mittels Verbrennungsmotor, angetriebenes Automobil, wovon vier Exemplare hergestellt wurden.
Das 1956 entworfene Mühlenmodell Auberge, das aus gedrechseltem Buchenholz gefertigt ist und an einen Schachbauern erinnert, ist noch heute Teil der Peugeot-Kollektion.

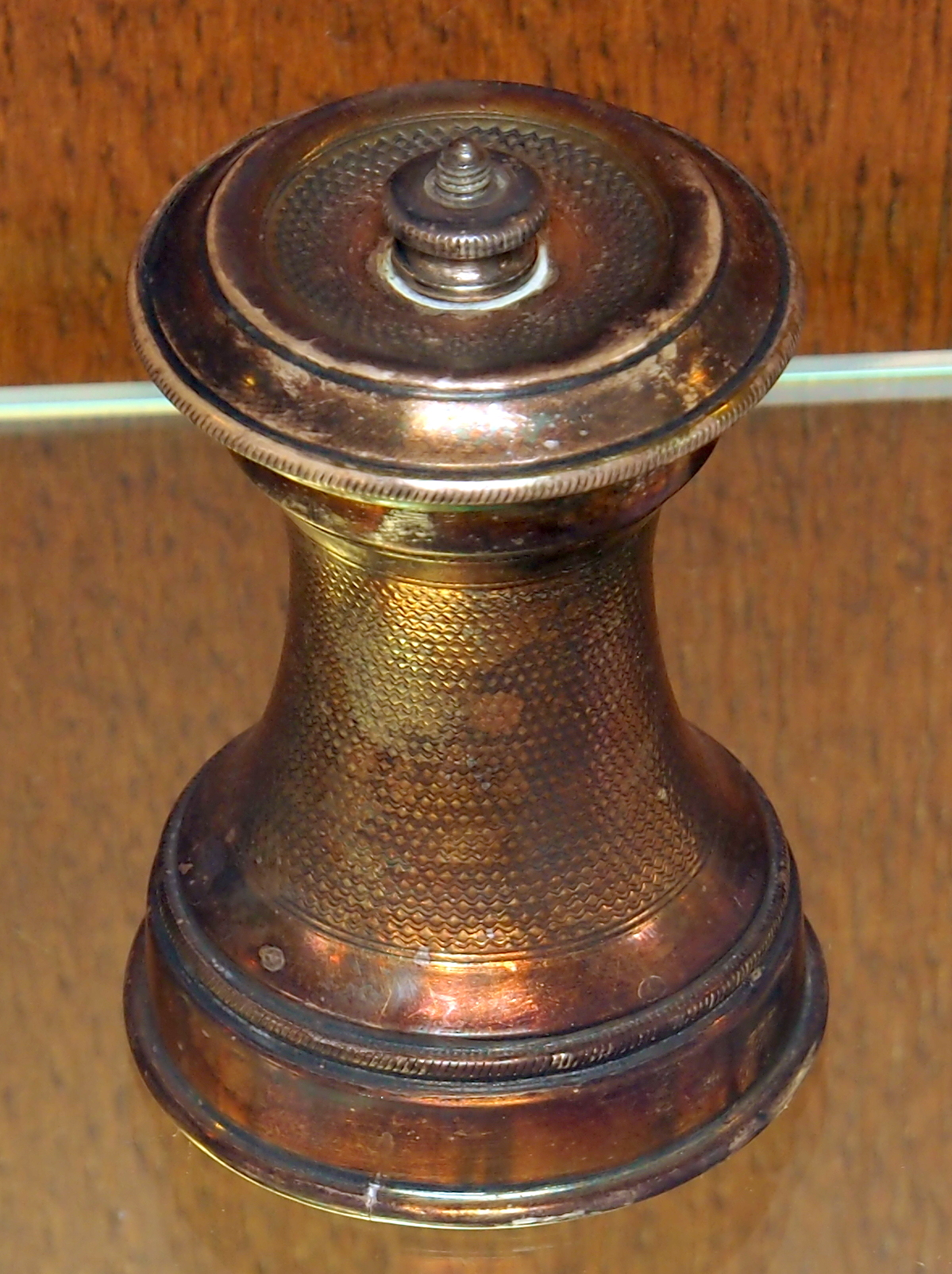
Musée de l’Aventure Peugeot-Sochaux
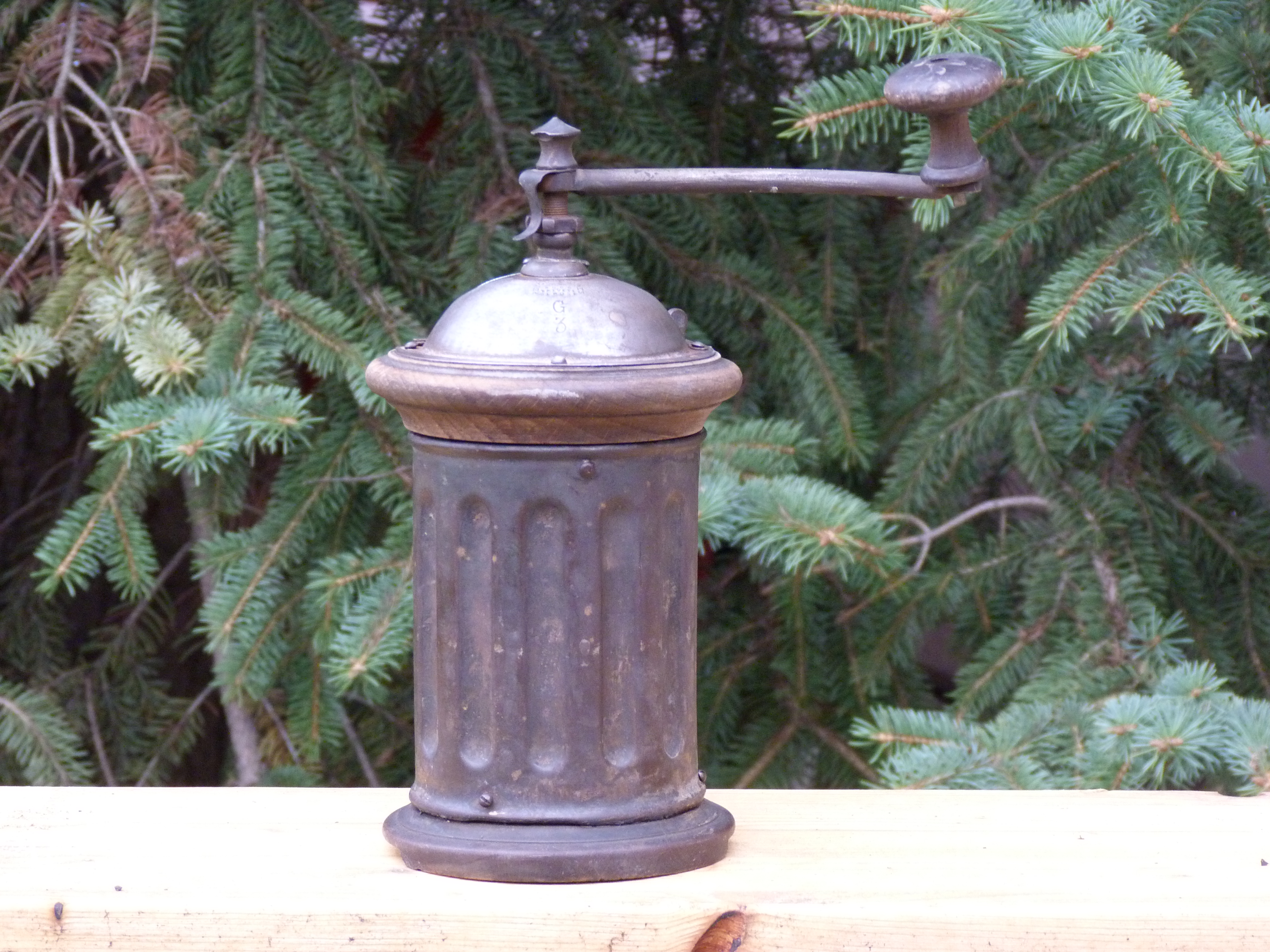
Ältere Kaffeemühle von Peugeot
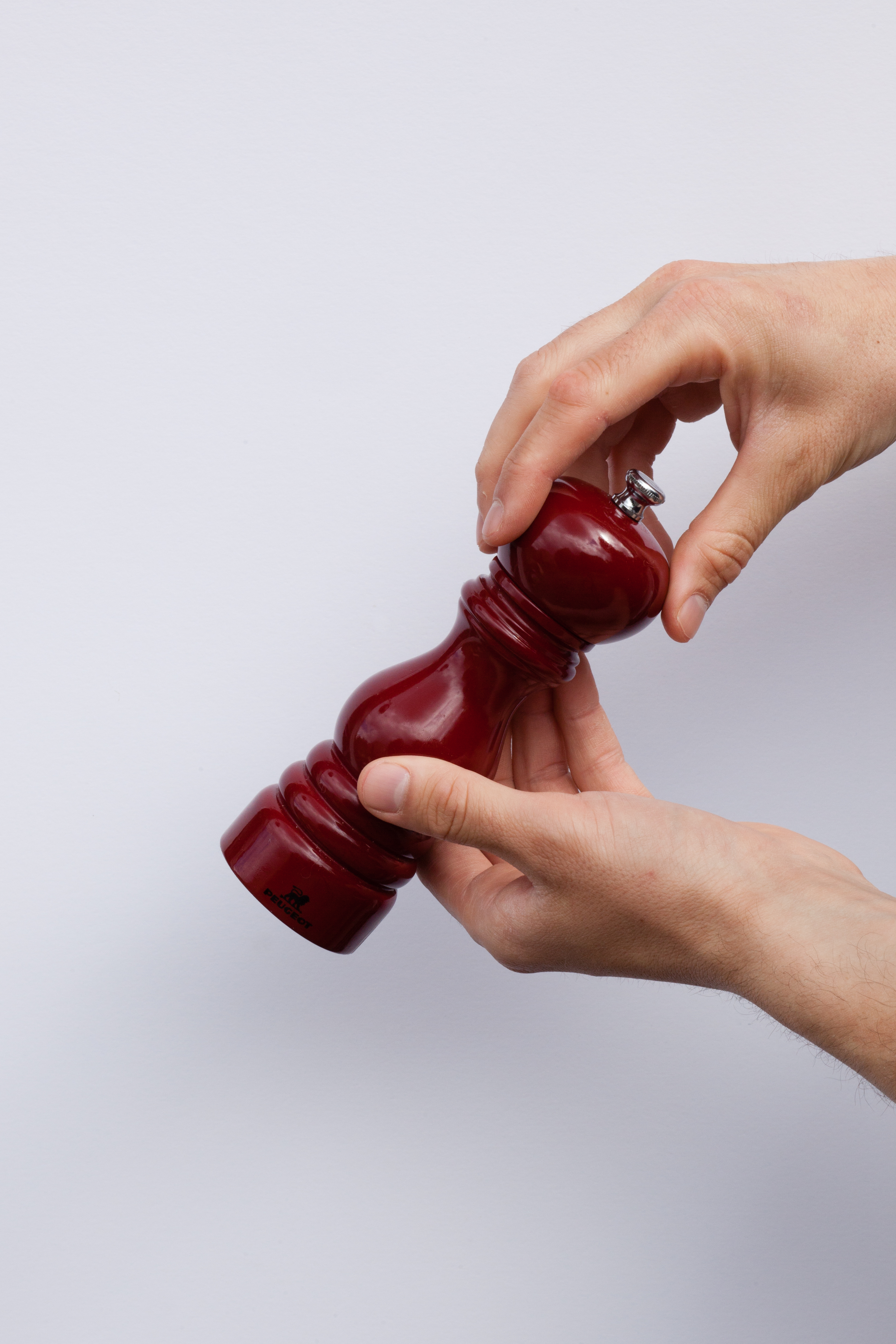
Aktuelle Pfeffermühle von Peugeot, Modell Paris
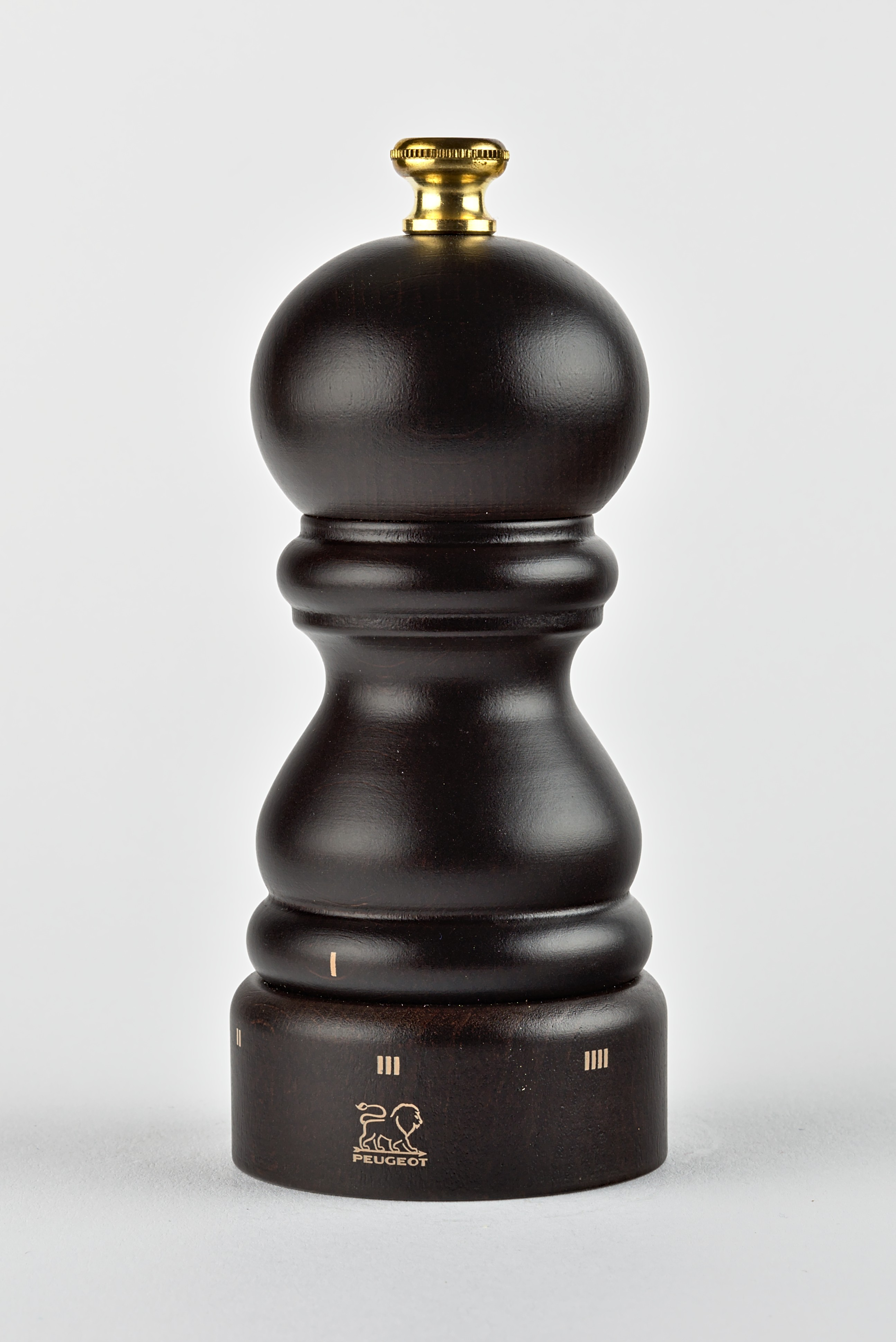
Peugeot Pfeffermühle mit Einstellmöglichkeit für den Mahlgrad (unten)

## Neuzeit: Ein zweites Leben mit PSP – Peugeot
Im Jahr 1992 leitete Jean-Claude Fornage eine Fabrik von Stanley in Besançon. Diese Firma stellt unter anderem Mahlwerke für Pfeffer- und Salzmühlen her. Jean-Claude Fornage nutze diese Erfahrung um sie zur Wiederbelebung der Peugeot-Mühlen-Werke zu nutzen. Das neue Unternehmen trägt den Namen PSP, für „Poivrières Salières Production“. (Zu diesem Zeitpunkt befanden sich 27 % des PSP-Kapitals im Besitz der Holdinggesellschaft der Familie Peugeot). Im Jahr 1996 wurden weltweit mehr als eine Million Mühlen verkauft. 2007 diversifizierte sich PSP mit dem Kauf des Unternehmens l’Esprit et le Vin (Korkenzieher und Karaffen), das 2014 20 % des PSP-Geschäfts ausmachte.
Die Erweiterung um einen Werkzeug-Bereich im Jahr 2007 führte dazu, dass das Unternehmen im Dezember 2012 in Konkurs ging. Das Unternehmen wurde von diesen Geschäftsbereichen gelöst und im April desselben Jahres erwarb Établissements Peugeot Frères (EPF, eine der beiden Hauptholdings im Besitz der Familie Peugeot) eine 80-prozentige Beteiligung an PSP. Seitdem hält Jean-Claude Fornage nun einen Minderheitsanteil von 17 % statt 70 % und Thierry Mabille de Poncheville, stellvertretender Vorstandsvorsitzender der EPF, ersetzte ihn an der Spitze des Verwaltungsrats.
70 % des Umsatzes (fast 30 Mio. €) werden durch Exporte in mehr als 80 Länder erzielt, wobei PSP SAS drei hundertprozentige Vertriebstöchter besitzt (in den USA, Deutschland und Belgien). In Frankreich gibt die Gruppe für den Einzelhandelsmarkt beim Vertrieb dem Fachhandel den Vorzug gegenüber dem Online-Verkauf.